# Василий К.
Василий К. (настоящее имя Василий Васильевич Киселёв; 12 ноября 1969, Мурманск, СССР) — российский музыкант (бард), поэт, лидер группы «Василий К. & Интеллигенты».
Псевдоним К. (первая буква настоящей фамилии) взят из романа Франца Кафки «Замок», где К. — главный герой романа.

## Биография

### Мурманск
Василий К. родился 12 ноября 1969 года в Мурманске в семье главного режиссёра Мурманского областного драматического театра.
С 1987 по 1989 год служил в армии в Ярославской области, где начинает писать свои первые стихи и песни.
С 1990 по 1996 год учится на эстрадном отделении Мурманского музыкального училища, которое заканчивает по классу гитары.
Зимой 1991 года в Москве в составе мурманской группы «Ролл Романс» записывает первый студийный альбом «Песни и танцы». В 1992 году записывает на той же студии свой первый сольный альбом «Безобразная опера». В 1993 году совместно с мурманским художником Вахромовым записывает альбом-оперу в одном акте «Способ ухода». В сентябре 2017 года выходит альбом-реюнион с группой «Ролл Романс» «Камень в небо», записанный при весьма драматичных для некоторых участников группы обстоятельствах. Вокалист Алексей Черномор записывал альбом в ожидании приговора по делу о разбое.

### Швеция
В 1994 году впервые едет в Швецию для участия в рок-фестивале по случаю 90-летия прокладки железной дороги на север страны. После окончания музучилища уезжает в Швецию жить. К 1998 году оседает в Лунде, где знакомится с музыкантами группы Kürten. В 1998—1999 гг. записывает четыре альбома, официально так и не изданные. В 2000 году начинаются записи с Kürten, вылившиеся в первый официальный альбом «Отец Василий & The Kürtens». В ноябре 2001 года они совершают первую совместную российскую гастроль. Василий приезжает в Россию впервые после 1997 года.
Летом 2002 года состоялись их вторые гастроли в России. В июне состоялось выступление на фестивале «Окна открой», спустя неделю — первый концерт в прямом эфире программы «Серебро» на «Эхе Москвы». В 2002 году выходит альбом переводов песен Леонарда Коэна «Мой Коэн».
В 2008 получает в Лундском университете степень бакалавра музыковедения.

### Москва
В 2003 году выходит альбом «Массаракш», а также концертная запись с Kürten «Мы — все!». Название «Массаракш» отсылает слушателя к произведению братьев Стругацких «Обитаемый остров» и означает «Мир наизнанку». В 2004 году выходит альбом «Г. О. С.». В том же году Василий собирает в Москве группу «Василий К. & Интеллигенты» и начинает гастролировать с ней. В 2005 году выходят сразу два студийных альбома — «Сломскудаск» весной и «Карлик и бульдог» осенью. 2006 год ознаменовался экспериментальным проектом «Добровольное насильственное кормление белыми верёвками», или просто «Верёвки», совместно с Кириллом Комаровым. Презентация проекта состоялась 4 марта в питерском клубе «Манхэттен».
Весной 2006 года вышел студийный альбом «Пока», записанный в России. Чуть ранее в качестве приложения к журналу Fuzz вышел сборник песен Василия К. «Вещи». Трек-лист сборника сформирован в результате опроса поклонников на официальном сайте. Осенью 2006 года в качестве апофеоза сотрудничества с Кириллом Комаровым вышел альбом «Верёвки». Осенью 2007 года вышел первый записанный в России официальный альбом Василия К. и «Интеллигентов» «High».
2008 год начался с ухода барабанщика, что привело к резкому изменению звучания не перестававшей гастролировать группы. Весной 2008 года вышел сольный альбом «Не знаю», а в ноябре того же года состоялась презентация студийного альбома «Дай себе».
В 2009 году записан альбом Шизофония.
В очередной поездке в Швецию в 2010 году благодаря Адаму Перссону открывает для себя авангардное направление свободная импровизация и записывает в этом жанре альбом По следам старика.
Это то, где моё сердце... Там есть дух горения за музыку, за искусство, который во многих других музыкальных формах сошёл на нет, оставив место субкультурному ремесленничеству. Это не плохо, но у меня есть потребность в ином.
В ноябре 2011 Василий К. с «Интеллигентами» едет в небольшой концертный тур с презентацией нового альбома «слава богу» и концертного видео «Да здравствует всё!».
Летом 2012 года выходит мини-альбом Василия К. & Интеллигентов «Кроме денег».
В конце 2012 — начале 2013 года за этим изданием выходит целая серия альбомов и сетевых релизов в жанре свободная импровизация: «RNA Polymerase II Transcription», записанный с Германом Мюнтцингом и Halster, «ego & e-round», при участии Маресуке Окамото, Кристины Аспеквист, Гирилала Баарса, Адама Перссона, Питера Тогерсена и Виктора Семашко, «Реквием по Вольфгангу», совместно с пианистом Александром Соколовым.
В апреле 2014 выходит альбом Василия К. & Интеллигентов «Териберка», записанный расширенным составом инструментов: с клавишами, бузуки и контрабасом. Альбом соединяет авангардную атональную музыку и корневые традиционные интонации и высказывания.
В феврале 2017 выходит альбом Василия К. & Интеллигентов «Военный храм». Альбом записан максимально приближенным к акустическому составом инструментов. В сентябре того же года выходит альбом-реюнион с мурманской группой «Roll Romance» под названием «Камень в небо». В октябре 2017 года выходит запись совместной импровизационной сессии с шведским саксофонистом Мартином Кюхеном и группой Halster, давними шведскими соратниками Василия, под названием «Im Bunker». В ноябре того же года выходит сольный альбом записанный с использованием одного инструмента — бузуки, «Песни для бузуки».
27 ноября 2018 года проект «Василий К. & Интеллигенты» по взаимному согласию участников объявил о завершении и закрытии.

## Музыканты

### Ролл Романс
- Дмитрий Ткач — песни,
- Михаил Запаско — песни, идеология, директории,
- Алексей Черномор — вокал,
- Василий К. — гитары, аранжировки, бэк-вокал,
- Константин Гаврищук - идеология, арт-дизайн.

В записи альбома «Песни и Танцы» группы «Ролл Романс» также принимали участие Александр Соколов (клавиши, драммашины, аранжировки), с которым Василий делает музыку по сей день, и Сергей Суворов (звук).

### Василий К. & The Kürtens
- Василий К. — соло-гитара, вокал,
- Адам Перссон — гитара,
- Мартин Юрт — бас-гитара, клавиши,
- Давид Олауссон — барабаны.

### Василий К. & Интеллигенты
В 2003 году Василий предпринимает первые попытки собрать группу в России. Сначала выступает с Петром Акимовым (виолончель) и Хельгой Патаки (флейта). Электрический состав собирается спустя год. Название «Интеллигенты» группа получила в честь одноимённой песни с альбома «Отец Василий & The Kürtens». В данный момент они выступают под названием «Василий К. & Интеллигенты».
Состав группы:
- Василий К. — соло-гитара, бузуки, вокал
- Михаил «Майк» Логинов — гитара, клавиши, бэк-вокал
- Дмитрий «Хот» Архипов — бас-гитара, контрабас, бэк-вокал
- Иван «Ивандр» Куршаков — барабаны

До 2008 года ударником группы был Василий Спиридонов, но он покинул группу. Нового барабанщика сразу брать не стали. С этого момента значительно изменился саунд — стали использоваться электронные барабаны, а также другие электронные компьютерные вспомогательные средства. Иван «Ивандр» Куршаков играет в группе с 2009 года.
В 2010 году Василий осваивает новый инструмент, греческую лютню бузуки, и привносит таким образом в звучание группы этнический оттенок.

## Дискография
Все альбомы можно послушать на сайте Василия К. или на его странице на Кругах.

### Ролл Романс
- 1991 — «Песни и танцы»
- 2017 — «Камень в небо»

### Василий К.
- 1992 — «Безобразная опера»
- 1995 — «Политика похмелья»
- 1996 — «Девушка и паук»
- 1997 — «Достоевский Жив»
- 1998 — «Крот»
- 1998 — «Негры и арабы»
- 2002 — «Мой Коэн»
- 2005 — «Карлик и бульдог»
- 2006 — «Вещи» (сборник)
- 2006 — «Пока»
- 2008 — «Не знаю»[7]
- 2010 — «По следам старика»[8]
- 2013 — «ego & e-round»[9]
- 2013 — «Реквием по Вольфгангу»[10]
- 2017 — «Im Bunker»
- 2017 — «Песни для бузуки»
- 2020 — «Найти человека»
- 2021 — «Анду»
- 2022 — «Вы подписаны»

### К. и Вахромов
- 1993 — «Способ ухода»

### Василий К. &The Kürtens
- 2001 — «Отец Василий & The Kürtens» 2CD
- 2003 — «Массаракш»
- 2003 — «Мы — все!»
- 2004 — «Г. О. С.»
- 2005 — «Сломскудаск»

### Василий К. иКирилл Комаров
- 2006 — «Верёвки»

### Василий К. & Интеллигенты
- 2007 — «High»
- 2008 — «Дай Себе»
- 2009 — «Шизофония»
- 2011 — «слава богу»[11]
- 2012 — EP «Кроме денег»[12]
- 2014 — «Териберка»
- 2015 — «3655 дней» (live)
- 2017 — «Военный храм»

## Мнения
Поэт, совмещающий просторечия и самояз с энциклопедическими терминами, грубость с нежностью, прямолинейную лозунговость с философичностью размышлений; музыкант, легко владеющий инструментом, но не стесняющийся подавать его с животной примитивностью; создающий красивые мелодические построения, запросто разрушаемые частоколом грубых риффов; использующий мировой опыт рок-н-ролла, нисколько не заботясь о его «идеологической чистоте»; звукорежиссер, заставляющий китайские «буханки» выдавать кристально чистый и прозрачный звук и захлебываться в хрипе аппаратуру класса hi-end – т.е. творец-созидатель и провокатор-разрушитель.

### Статьи
- Василий К. и Кирилл Комаров представляют совместный альбом «Верёвки» — на сайте zvuki.ru